# David LaFlamme
David LaFlamme (* 4. Mai 1941 in New Britain, Connecticut als Gary Posie; † 7. August 2023) war ein US-amerikanischer Musiker. Der Rockgeiger wurde ab Ende der 1960er-Jahre mit der Westcoast-Rockband It’s a Beautiful Day populär.

## Leben
Mit fünf Jahren begann er Violine zu spielen, was er später auch für das Utah-Symphonie-Orchester tat. Nach seiner Militärzeit kam er 1962 nach Kalifornien in die Umgebung von San Francisco. Dort wurde er eine Ikone in der Underground-Szene, trat im Jazz-Ensemble von John Handy auf und spielte zusammen mit damaligen Rockgrößen wie Jerry García oder Janis Joplin. Nachdem er für kurze Zeit beim Electric Chamber Orkustra gespielt hatte, wurde er Mitgründer von Dan Hicks & His Hot Licks.
1967 gründete er schließlich It’s a Beautiful Day, bei denen unter anderem auch seine spätere erste Frau Linda mitspielte. Kurzzeitig hatte die Band gute Plattenumsätze zu verzeichnen. Nachdem sie jedoch zurückgegangen waren, verließ LaFlamme 1972 die Band. Für kurze Zeit hatte er eine Band namens Edge City. Im Jahre 1973 traf er die Sängerin Linda Baker, mit der er 1980 zurück nach Salt Lake City zog und die er 1982 heiratete. Auf Amherst Records erschienen in den späten 1970er Jahren zwei Soloplatten von ihm: White Bird (1977) und Inside Out (1978). Außerdem spielte er in dieser Zeit auch als Sologeiger live, was ihm recht wenig Erfolg brachte. Als er 1978 eine neue, kurzlebige Band gründete, nannte er sie deswegen It Was A Beautiful Day.
LaFlamme betätigte sich ferner auch als Studiomusiker, er spielte beispielsweise 1988 auf Tracy Chapmans Debütalbum. 1996 kam es zu einer Wiedervereinigung von It’s a Beautiful Day mit LaFlamme, die jedoch noch nicht einmal ein Album hervorbrachte. 2003 erschien dann noch eine weitere Soloproduktion des Geigers in Form von Beyond Dreams.
Er starb am 7. August 2023 im Alter von 82 Jahren.